# Lea Salonga
Maria Lea Carmen Imutan Salonga (născută la 22 februarie 1971), cunoscută mai bine ca Lea Salonga (/ˈleɪə səˈlɒnɡə/), este o cântăreață și actriță filipineză. Este renumită pentru rolurile sale din teatrul muzical, pentru interpretarea vocilor  a două Prințese Disney, ca  artist de înregistrări și ca personalitate în televiziune, în special în Filipine.
La vârsta de 18 ani, își face debutul in rolul principal, Kim, din muzicalul Miss Saigon, mai întâi în West End și apoi pe Broadway, câștigând premiul Olivier și Theatre World Awards, devenind prima femeie din Asia care a câștigat un Premiu Tony.     Lea Salonga este prima artistă filipineză care a semnat cu o casă de discuri interna-țională  (Atlantic Records în 1993). si  care a realizat  un album în Statele Unite.              A vandut peste 19 milioane de exemplare din albumele ei în întreaga lume.
Lea Salonga a fost prima actriță asiatică ce a jucat rolul  de Eponine și Fantine în musicalul "Les Misérables" , de pe Broadway. De asemenea, le-a portretizat pe Eponine și pe Fantine, în concertele aniversare de 10 și de 25 de ani de la Londra. A interpretat vocile a două Printese Disney: Jasmine din Aladdin (1992) și Fa Mulan în Mulan (1998).  A fost numită  Legenda Disney în 2011 pentru munca ei cu Walt Disney Company.                                                                                                                         Lea Salonga a jucat ca Mei-li în 2002 în versiunea de Broadway Flower Drum Song, si  pe numeroase alte scene, interpretand roluri în filme în SUA si  Filipine.                            A realizat un imens succes jucând rolul Cenusareasa,  și ca artist de concerte.              Din 2015 până în 2016, s-a întors pe Broadway în Allegiance.

## Viața și cariera

### 1971-89: Primii ani de viață și începuturile carierei
Maria Lea Carmen Imutan Salonga s-a născut la Medical Center Manila în Ermita, Manila din părinții Feliciano Genuino Salonga, un comandant naval și proprietar al unei companii de transport maritim (1929-2016), și soția lui, Maria Ligaya Alcantara, născută Imutan. Și-a petrecut primii șase ani din copilărie în Angeles City, înainte de a se muta la Manila. Fratele ei, Gerard Salonga, este un conductor.
Și-a făcut debutul profesional în 1978, la vârsta de șapte ani în muzicalul The King an I cu Repertory Philippines.  A jucat rolul principal în Annie în 1980 și a apărut și în alte producții, cum ar fi Cat on a Hot Tin Roof, Fiddler on the Roof, The sound of Music, The Rose T, The Goodbye Girl (1982), Paper Moon (1983) și The Fantasticks (1988).        În 1981, a înregistrat primul ei album, Small Voice, care a fost medaliat cu aur în Filipine.                                                                                                                                            În 1985, ea și fratele ei au luat parte la cea de-a opta ediție a Festivalului Metro Manila Popular Festival ca interpreți pentru cântecul de intrare intitulat "Musika, Lata, Sipol la La La La", care a fost compus de Tess Concepcion.
În anii 1980, Lea Salonga a avut mai multe proiecte de televiziune prin GMA Network unde a lucrat ca un copil actor și idol adolescent. După succesul primului ei album, din 1983 până în 1985, ea a găzduit propriul ei show muzical de televiziune, „Love, Lea”, și a fost membră a German Moreno's teen variety show That's Entertainment. A jucat în filme de familie, ca Tropang Bulilit, Like Father, Like Son, Ninja Kids, Captain Barbell, and Pik Pak Boom. Ca tânără interpretă, Lea a primit o nominalizare pentru premiul Filipino Academy of Movie Arts and Sciences (FAMAS) pentru cea Mai Bună Actriță Copil, și trei victorii din Alíw (Tagalog, "divertisment") Premii ca cel Mai bun Interpret Copil. Ea a lansat al doilea album, Lea, în 1988.
Ea a cantat in deschiderea, concertelor internaționale, cu Menudo și Stevie Wonder  în Manila în 1985 și 1988.
A terminat studiile gimnaziale în 1988 la O. B. Montessori Center în Greenhills, San Juan, Metro Manila, unde fost Studentul Bergamo 1 și un participant activ în producții școlare.  A studiat la Universitatea din Filipine la Colegiul de Muzică, programul care vizează formarea copiilor talentați în muzică și mișcare scenică. A studiat biologia la Universitatea Ateneo de Manila .  A făcut două cursuri la  Fordham University's Lincoln Center.

### 1989-92:Miss Saigon, dezvoltarea internațională șiAladdin
În 1989 Lea a fost selectată pentru a  juca rolul lui Kim în debutul mondial al producției muzicale Miss Saigon în Londra.  Pentru audiția ei, Lea, pe atunci în vârstă de 17 ani,  a ales să cânte "On My Own" de Boublil și Claude-Michel Schönberg din "Les Misérables" și mai târziu a fost rugata să cânte "Sun and Moon" pentru a testa compatibilitatea vocii ei cu calitate pieselor din muzical.                                                Lea Salonga, a obținut, în cele din urmă, rolul principal, Monique Wilson fiind numită dublura acesteia și având rolul unei barmanițe pe nume Mimi.

## Discografie

### Îregistrări solo
- Small Voice (1981)
- Lea (1988)
- Lea Salonga (1993)
- I'd Like to Teach The World to Sing (1997)
- Lea... In Love (1998)
- By Heart (1999)
- Lea Salonga: The Christmas Album (2000)
- Songs from The Screen (2001)
- Inspired (2007)
- Lea Salonga: Your Songs (2009)

### Înregistrări
- Miss Saigon (Original London Cast Recording) (1990)
- Little Tramp (Studio Recording) (1992)
- The king and I (Hollywood Studio Cast Recording) (1992)
- Aladdin (Soundtrack Recording) (1992)
- Mulan (Soundrack Recording) (1998)
- Making Tracks (Original Cast Recording) (2001)
- Flower Drum Song (Revival Cast Recording) (2002)
- Mulan II (Soundtrack Recording) (2005)
- Dayo: Sa Mundo ng Elementalia (Soundtrack Recording) (2008)
- Cenusareasa (Original Internațional Tour Cast Recording) (2010)
- Alliance (Original Broadway Cast Recording) (2016)

### Video/înregistrări Live
- Hey Mr. Producer: The Musical World of Cameron MacKintosh (1997)
- Les Misérables: The Dream Cast in Concert (1995)
- Lea Salonga Live Vol. 1 (2000)
- Lea Salonga Live Vol. 2 (2000)
- The Broadway Concert (2002) Songs from Home: Live Concert Recording (2004)
- Les Misérables in Concert: The 25th Anniversary (2010)
- The Journey So Far – Recorded Live at Cafe Carlyle (2011)

### Compilație albume
- 100% Lea Gives Her Best (2003)
- The Ultimate OPM Collection (2007)

### Alte înregistrări
- Disney Princess: The ultimate Song Collection (2004), pentru piesa "If You Can Dream" (cântată cu Susan Logan, Grey Griffin, Jodi Benson, Paige O ' Hara și Judy Kuhn)
- Disney Princess Enchanted: Follow your Dreams (2007), pentru piesele "Peacock Princess" (cântată cu Gilbert Gottfried) și "I've Got My Eyes On You"
- Shelldon (2008), pentru piesa "A Brand New Day"
- Sofia Întâi (2014), pentru piesele "The Ride of Our Lives" (episodul 12: "Two to Tangu") și "Stronger than You Know" (episodul 36: "Princesses To The Rescue")

## Credite notabile pe scenă
| An                   | Titlu                                                                     | Rol             | Note |
| -------------------- | ------------------------------------------------------------------------- | --------------- | --- |
| 1980                 | Annie                                                                     | Annie           | Manila |
| 1981                 | The Bad Seed                                                              | Rhodora         | Manila |
| 1983                 | The Paper Moon                                                            | Addie           | Manila |
| 1988                 | The Fantasticks                                                           | Luisa           | Manila |
| 1989–1990            | Miss Saigon                                                               | Kim             | West End Laurence Olivier Award for Best Actress in a Musical |
| 1991–1993; 1999–2001 | Miss Saigon                                                               | Kim             | Broadway Tony Award for Best Actress in a Musical Drama Desk Award for Outstanding Actress in a Musical Outer Critics Circle Award for Best Actress - Musical Theatre World Award |
| 1993; 1996           | Les Miserables                                                            | Eponine         | Broadway, West End and US national tour in Hawaii |
| 1994                 | My Fair Lady                                                              | Eliza Doolittle | Manila |
| 1994                 | Into the Woods                                                            | Witch           | Singapore |
| 1999–2000            | They're Playing Our Song                                                  | Sonia Walsk     | Singapore (1999) Manila(2000) |
| 2000                 | Miss Saigon                                                               | Kim             | Manila |
| 2001–2003            | Flower Drum Song                                                          | Mei-Li          | Los Angeles (2001–2002) Broadway (2002–2003) Nominated: Ovation Award for Best Lead Actress in a Musical Nominated: Drama League Award for Distinguished Performance              |
| 2002                 | Proof                                                                     | Catherine       | Manila |
| 2002                 | Something Good: A Broadway Salute to Richard Rogers on His 100th Birthday | Performer       | Broadway |
| 2004                 | Baby                                                                      | Lizzie Fields   | Manila Nominated: Aliw Award for Best Actress (Musical) |
| 2007                 | Les Miserables                                                            | Fantine         | Broadway Nominated: Audience Choice Award for Favorite Replacement (Female) |
| 2008                 | Cinderella                                                                | Cinderella      | Asian Tour |
| 2010                 | Cats                                                                      | Grizabella      | Manila |
| 2012                 | God of Carnage                                                            | Veronica        | Manila |
| 2012                 | Allegiance                                                                | Kei Kimura      | San Diego Nominated: Noel Craig Award for Outstanding Feature Performance in a Musical – Female                                                                                   |
| 2015–2016            | Allegiance                                                                | Kei Kimura      | Broadway Nominated: Audience Choice Award for Favorite Leading Actress in a Musical                                                                                               |
| 2016                 | Fun Home                                                                  | Helen Bechdel   | Manila (Upcoming) |

## Filmografie și apariții în televiziune
| An            | Film                                                | Rol                                           | Note                                |
| ------------- | --------------------------------------------------- | --------------------------------------------- | ----------------------------------- |
| 1981          | Tropang Bulilit                                     | Lisa                                          |                                     |
| 1985          | Like Father, Like Son                               | Angela                                        |                                     |
| 1986          | That's Entertainment                                | Ea însăși                                     | Thursday group member               |
| 1986          | Captain Barbell                                     | Rosemarie                                     |                                     |
| 1986          | Ninja Kids                                          | Yoko                                          |                                     |
| 1988          | Pik Pak Boom                                        | Rosie                                         |                                     |
| 1989          | Dear Diary                                          | Lenny Tacorda                                 | Segment "Dear Killer"               |
| 1989          | The Heat is on in Saigon                            | Ea însăși (Kim)                               | The making of Miss Saigon.          |
| 1992          | Aladdin                                             | Vocea cântată a prințesei Jasmine             | Voice                               |
| 1992          | Bakit Labis Kitang Mahal                            | Sandy                                         |                                     |
| 1993          | Olsen Twins Mother's Day Special                    | Cântăreață                                    | Television film                     |
| 1994          | Aladdin Activity Center                             | Vocea cântată a Prințesei Jasmine             | Voice Video game                    |
| 1995          | Sana Maulit Muli                                    | Agnes                                         |                                     |
| 1995          | Redwood Curtain                                     | Geri Riorden                                  | Television film                     |
| 1995          | Les Misérables: The 10th Anniversary Concert        | Éponine                                       |                                     |
| 1997–present  | ASAP                                                | Ea însăși                                     | Guest performer and co-host         |
| 1998          | Mulan                                               | Mulan - Vocea cântată                         | Voice                               |
| 2001          | Disney's Aladdin in Nasira's Revenge                | Vovea cântată a Prințesei Jasmine             | Voice Video game                    |
| 2001          | ER                                                  | Amparo                                        | Television episode                  |
| 2001          | As the World Turns                                  | Lien Hughes #2                                | Television program Reprised in 2003 |
| 2004          | My Neighbor Totoro                                  | Mrs. Kusakabe                                 | Voice English dubbing               |
| 2004          | Mulan II                                            | Mulan - Vocea cântată                         | Voice Direct-to-video               |
| 2007          | Disney Princess Enchanted Tales: Follow Your Dreams | Vocea cântată a Prințesei Jasmine             | Voice Direct-to-video               |
| 2010          | Les Misérables: 25th Anniversary Concert            | Fantine                                       |                                     |
| 2011          | Miss Universe 2011                                  | Ea însăși                                     | Judge                               |
| 2012–14       | Sofia the First                                     | Vocile cântate ale Prințesei Jasmine și Mulan | Voice                               |
| 2013; 2014–15 | The Voice of the Philippines                        | Ea însăși                                     | Coach and Judge                     |
| 2014, 2015    | The Voice Kids                                      | Ea însăși                                     | Coach and Judge                     |
| 2014          | Sofia the First                                     | Vocile cântate ale Prințesei Jasmine și Mulan | Voice in Filipino                   |
| 2016          | Crazy Ex-Girlfriend                                 | Mătușa Myrna                                  | Television episode                  |